# 藤堂高克
藤堂 高克（とうどう たかかつ、文化13年10月8日（1816年11月26日） - 明治20年（1887年）5月7日）は、江戸時代後期（幕末）の伊勢津藩の家老。字は士儀、法号は常山。父は藤堂高芬。正室は藤堂長教の娘。名は「たかよし」とも。

## 生涯
伊勢津藩の支藩である久居藩の支流の一族である。天保11年（1840年）に家督を継ぎ、本家の津藩主藤堂高猷の番頭として仕えた。
慶応2年（1866年）の第2次長州征伐では津藩軍3000人の総督を務め、この功績により帰国後に津藩の家老に昇格する。慶応3年（1867年）から藩主・高猷が病がちで藩政を執ることが次第に困難になると、世子の藤堂高潔を助けて新政府との交渉や藩政の執行を務めた。
明治20年（1887年）に死去。享年72。

## 観海流について
「観海如陸 心水一致」
- 嘉永5年（1852年）、武蔵忍藩の浪人・宮信徳（発太郎）の泳法を見た高克は、“海を観る事、陸の如し”と感心し、この泳法を観海流と名づけ、当時、伊勢湾の防衛が必要だった高克は有益な泳法として、藩校・有造館の武道教科に採用した。後に藩士・山田省助を開祖にして代々受け継がれ、現在でも観海流寒中水泳大会は毎年1月初めに行われている。